# Viljem Praunsperger
Viljem Praunsperger, tudi Wilhelm Praunsperger, ljubljanski župan v 16. stoletju, * 1497, † 1589.
Praunsperger je bil bogat trgovski potnik, davkar, cesarski svetnik, deželni vicedom na Kranjskem (1542-1546) ter močan zagovornik protestantizma. Umrl je v 92. letu starosti. Župan Ljubljane je bil od leta 1531 do 1533, ko ga je nasledil Vid Khissel.  